# Crotalus lannomi
Espèce
Statut de conservation UICN

 DD  : Données insuffisantes
Crotalus lannomi est une espèce de serpents de la famille des Viperidae. 

## Répartition
Cette espèce est endémique du Mexique. Elle se rencontre dans les États de Jalisco et de Colima.

## Description
C'est un serpent venimeux. Il s'agit d'une espèce rare. Seuls six spécimens ont été capturés depuis sa description.

## Étymologie
Son nom d'espèce lui a été donné en l'honneur de  Joseph R. Lannom, Jr qui a collecté l'holotype.

## Publication originale
- Tanner, 1966 : Crotalus lannomi Tanner. Autlan rattlesnake. Catalogue of American Amphibians and Reptiles, n. 387.